# Damián Alguera
Edgar Damián Alguera Mercado (ur. 11 lutego 2004 w San Jose) – salwadorski piłkarz z obywatelstwem amerykańskim występujący na pozycji bramkarza, reprezentant Salwadoru, od 2022 roku zawodnik amerykańskiego Cal State Bakersfield Roadrunners.
Jego rodzice są imigrantami z Salwadoru.